# Бессоново (Татарстан)
Бессоново (тат. Бессоново) — село в Тетюшском районе Республики Татарстан России. Административный центр Бессоновского сельского поселения.

## География
Село находится в юго-западной части Татарстана, в зоне хвойно-широколиственных лесов, в пределах восточной окраины Приволжской возвышенности, на берегах реки Тарханки, к югу от автодороги 16К-1512, на расстоянии примерно 36 километров (по прямой) к юго-западу от города Тетюши, административного центра района. Абсолютная высота — 148 метров над уровнем моря.

### Климат
Климат характеризуются как умеренно континентальный, с умеренно холодной продолжительной зимой и относительно жарким летом. Среднегодовая температура воздуха составляет 2,9 °С. Средняя температура воздуха самого холодного месяца (января) — −13,5 °C (абсолютный минимум — −36 °C); самого тёплого месяца (июля) — 19,4 °C (абсолютный максимум — 44 °C). Безморозный период длится 136 дней. Среднегодовое количество атмосферных осадков составляет 486 мм, из которых около 326 мм выпадает в период с апреля по октябрь.

### Часовой пояс
Село Бессоново, как и весь Татарстан, находится в часовой зоне МСК (московское время). Смещение применяемого времени относительно UTC составляет +3:00.

## История
Известно с 1678 года. До отмены крепостного права жители относились к категории удельных (до 1797 — дворцовых) крестьян. В начале XX века действовали несколько шерстопрядильных заведений и школа.

## Население
Население села Бессоново в 2012 году составляло 184 человека.
| 1859 | 1910 | 1949 | 1958 | 1970 | 1979 | 1989 | 2002 | 2012 |
| ---- | ---- | ---- | ---- | ---- | ---- | ---- | ---- | ---- |
| 1043 | 1983 | 1028 | 842  | 532  | 364  | 235  | 222  | 184  |

### Национальный состав
Согласно результатам переписи 2002 года, в национальной структуре населения мордва составляла 37 %.